# Katakuti
Katakuti (nepalski: काटाकुटी) – gaun wikas samiti w środkowej części Nepalu w strefie Dźanakpur w dystrykcie Dholkha. Według nepalskiego spisu powszechnego z 2001 roku liczył on 873 gospodarstw domowych i 4320 mieszkańców (2285 kobiet i 2035 mężczyzn).